# Evelyn Colyer
Evelyn Lucy Colyer, nascuda Evelyn Munro, (Wandsworth, Anglaterra, 16 d'agost de 1902 − Bishnath, Índia Britànica, 6 de novembre de 1930) fou una tennista anglesa. Fou guanyadora d'una medalla de bronze en els Jocs Olímpics de París 1924 en categoria de dobles fent parella amb Dorothy Shepherd-Barron.
Va disputar totes les edicions del torneig de Wimbledon entre els anys 1920 i 1929 però el seu millor resultat fou la quarta ronda l'any 1927. En canvi, en dobles va arribar a disputar dues finals a Wimbledon i dues més a l'Internationaux de France, però no es va poder imposar en cap d'elles. Va formar part de l'equip britànic de la Wightman Cup, guanyant les edicions de 1924 i 1925 i perdent l'any 1926.
Es va casar amb Hamish Munro el 13 de febrer de 1930, propietari d'una plantació de te a Assam, aleshores l'Índia Britànica, i la parella es va traslladar a aquella localitat. Va morir el 6 de novembre de 1930 per complicacions produïdes del part de bessons que va tenir el 20 d'octubre anterior.

## Torneigs de Grand Slam

### Dobles: 4 (2−2)
| Resultat  | Núm. | Any  | Torneig                                 | Parella      | Oponents                            | Marcador       |
| --------- | ---- | ---- | --------------------------------------- | ------------ | ----------------------------------- | -------------- |
| Finalista | 1.   | 1923 | Wimbledon, Londres, Regne Unit          | Joan Austin  | Suzanne Lenglen Elizabeth Ryan      | 3−6, 1−6       |
| Finalista | 2.   | 1925 | Internationaux de France, París, França | Kitty McKane | Suzanne Lenglen Julie Vlasto        | 1−6, 11−9, 2−6 |
| Finalista | 3.   | 1926 | Internationaux de France (2)            | Kitty McKane | Suzanne Lenglen Julie Vlasto        | 1−6, 1−6       |
| Finalista | 4.   | 1926 | Wimbledon (2)                           | Kitty McKane | Mary Kendall Browne Randolph Lycett | 1−6, 1−6       |

## Jocs Olímpics

### Dobles
| Any  | Campionat                    | Parella                 | Oponents                              | Resultat |
| ---- | ---------------------------- | ----------------------- | ------------------------------------- | -------- |
| 1924 | Jocs Olímpics, París, França | Dorothy Shepherd-Barron | Marguerite Broquedis Yvonne Bourgeois | 6−1, 6−2 |